# Campo de Criptana
Campo de Criptana is een gemeente in de Spaanse provincie Ciudad Real in de regio Castilië-La Mancha met een oppervlakte van 302 km². Campo de Criptana telt 13.949 inwoners (1 januari 2016).
Tijdens de Ronde van Spanje van 1982 eindigde deel b van de vijftiende rit in Campo de Criptana. De volgende etappe startte de volgende dag in dezelfde plaats.

## Demografische ontwikkeling
Bron: INE; 1857-2011: volkstellingen
Opm.: In 1999 werd Arenales de San Gregorio een zelfstandige gemeente

## Geboren in Campo de Criptana
- Sara Montiel (1928-2013), zangeres en actrice
- Manuel Angulo López-Casero (1930), componist en muziekpedagoog
- Fernando Manzaneque (1934-2004), wielrenner
- Jesús Manzaneque (1943), voormalig wielrenner
- Óscar García-Casarrubios (1984), wielrenner

## Windmolens als bezienswaardigheid
Om het graan te malen werden steeds watermolens gebruikt.  Dit werd rond de 16de eeuw problematisch, aangezien het binnenland van het Iberische schiereiland getroffen werd door een droogte, dat leidde tot een zoektocht naar nieuwe energiebronnen. Daarom werd naar windmolens overgestapt.
De molens zijn een groep van tien windmolens, die verspreid zijn over de helling en de top van een heuvel.  De drie oudsten dateren uit de 16e eeuw.

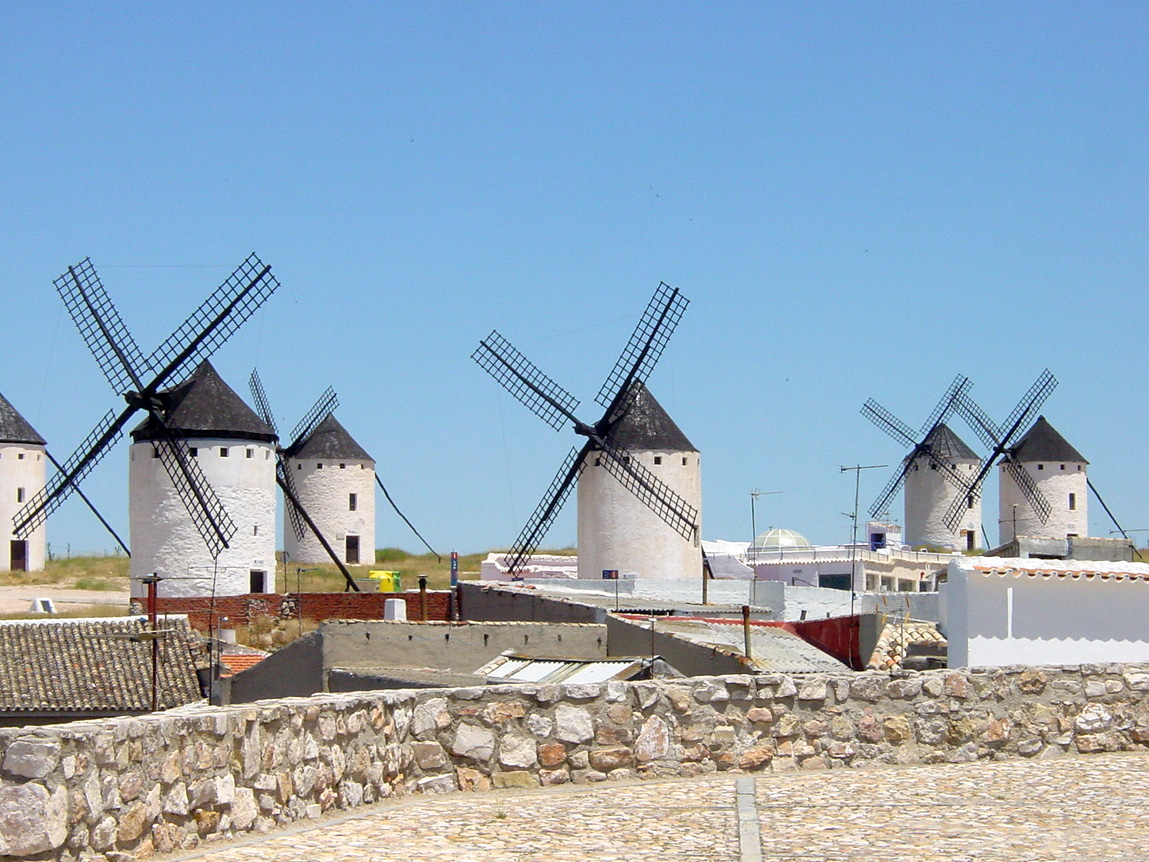
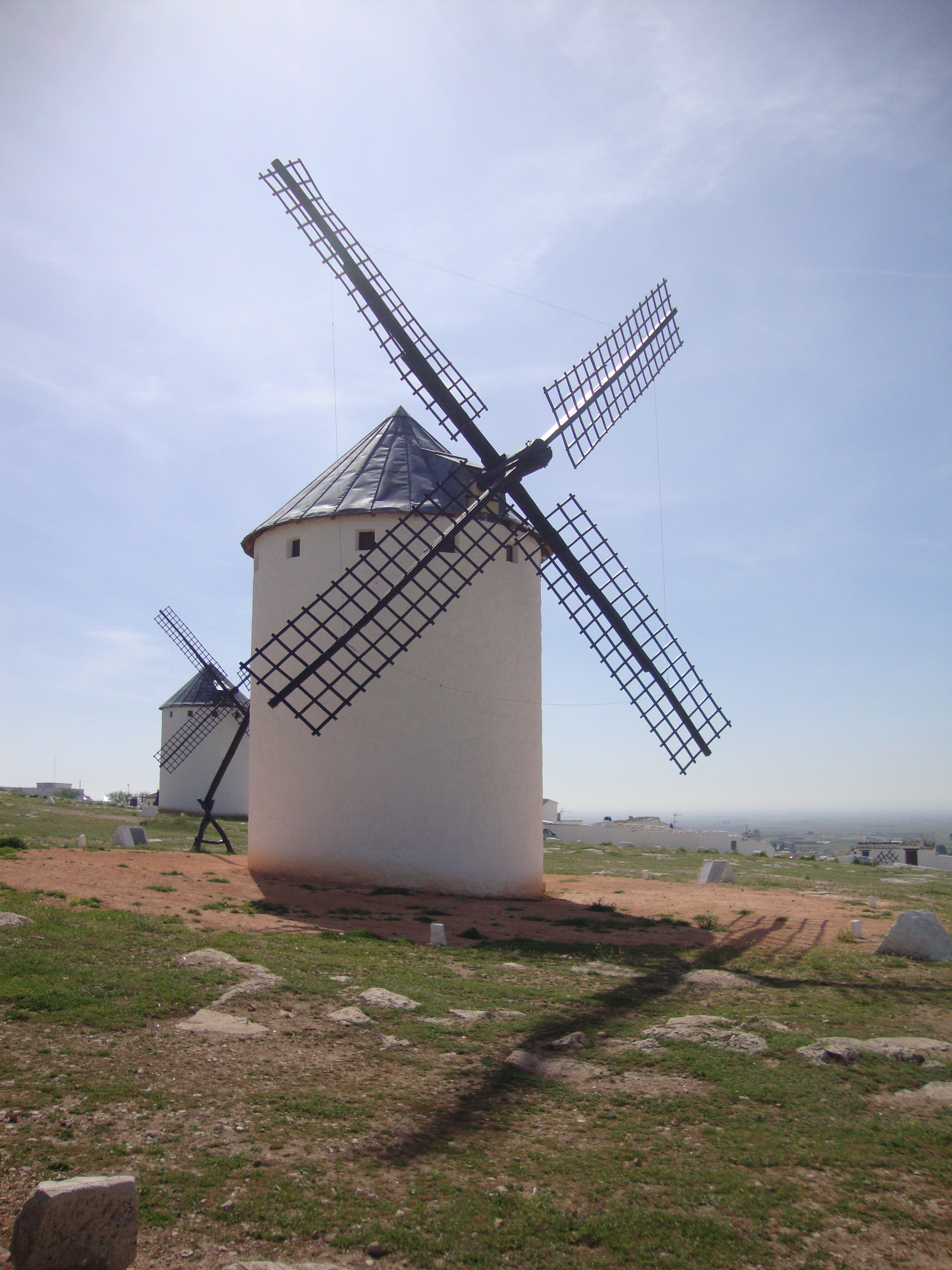
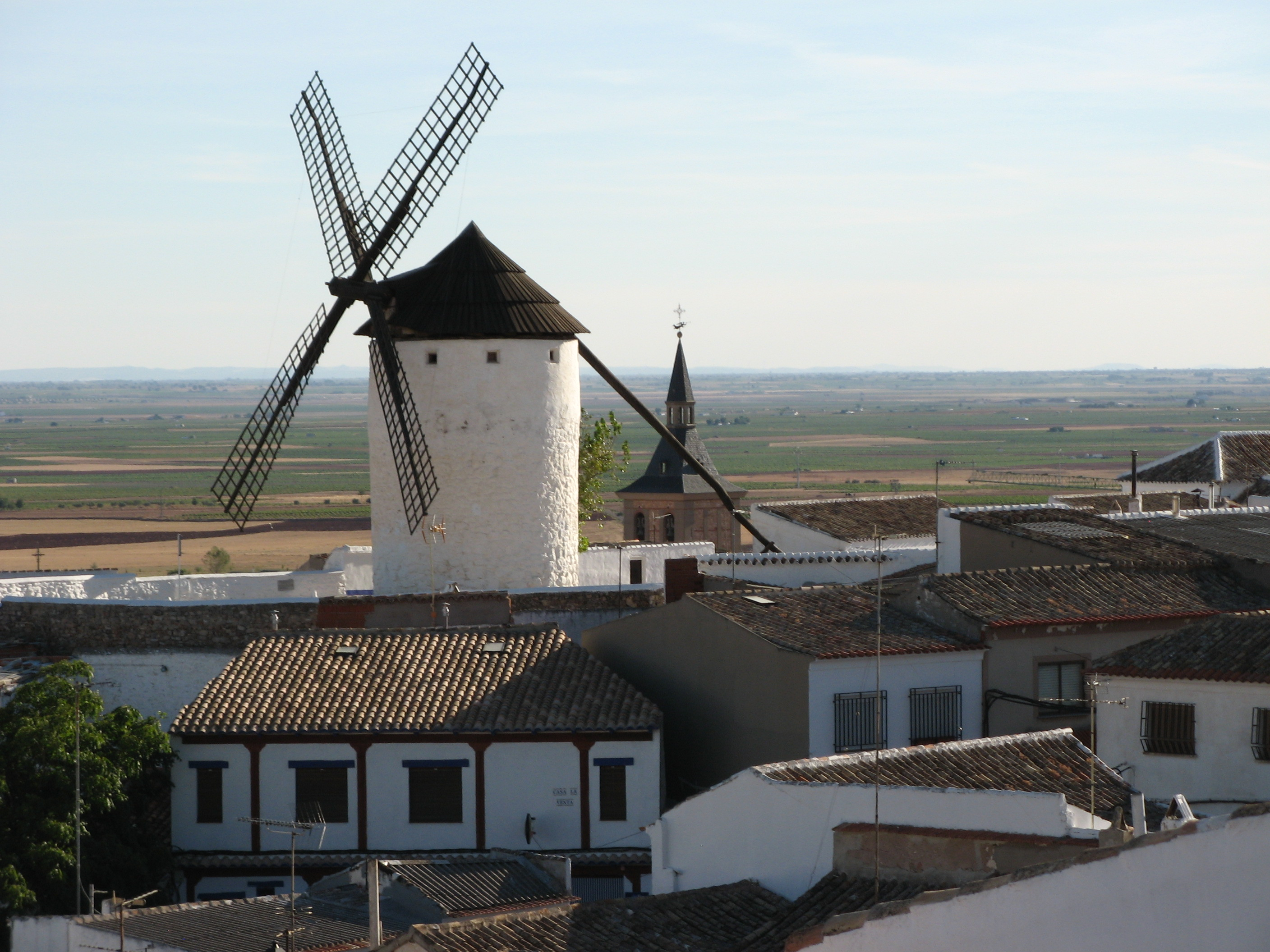

Abenójar · Agudo · Alamillo · Albaladejo · Alcázar de San Juan · Alcoba · Alcolea de Calatrava · Alcubillas · Aldea del Rey · Alhambra · Almadén · Almadenejos · Almagro · Almedina · Almodóvar del Campo · Almuradiel · Anchuras · Arenales de San Gregorio · Arenas de San Juan · Argamasilla de Alba · Argamasilla de Calatrava · Arroba de los Montes · Ballesteros de Calatrava · Bolaños de Calatrava · Brazatortas · Cabezarados · Cabezarrubias del Puerto · Calzada de Calatrava · Campo de Criptana · Cañada de Calatrava · Caracuel de Calatrava · Carrión de Calatrava · Carrizosa · Castellar de Santiago · Chillón · Ciudad Real · Corral de Calatrava · Cózar · Daimiel · El Robledo · Fernán Caballero · Fontanarejo · Fuencaliente · Fuenllana · Fuente el Fresno · Granátula de Calatrava · Guadalmez · Herencia · Hinojosas de Calatrava · Horcajo de los Montes · La Solana · Las Labores · Llanos del Caudillo · Los Cortijos · Los Pozuelos de Calatrava · Luciana · Malagón · Manzanares · Membrilla · Mestanza · Miguelturra · Montiel · Moral de Calatrava · Navalpino · Navas de Estena · Pedro Muñoz · Picón · Piedrabuena · Poblete · Porzuna · Pozuelo de Calatrava · Puebla de Don Rodrigo · Puebla del Príncipe · Puerto Lápice · Puertollano · Retuerta del Bullaque · Ruidera · Saceruela · San Carlos del Valle · San Lorenzo de Calatrava · Santa Cruz de los Cáñamos · Santa Cruz de Mudela · Socuéllamos · Solana del Pino · Terrinches · Tomelloso · Torralba de Calatrava · Torre de Juan Abad · Torrenueva · Valdemanco del Esteras · Valdepeñas · Valenzuela de Calatrava · Villahermosa · Villamanrique · Villamayor de Calatrava · Villanueva de la Fuente · Villanueva de los Infantes · Villanueva de San Carlos · Villar del Pozo · Villarrubia de los Ojos · Villarta de San Juan · Viso del Marqués